# 890

## Догађаји
- Википедија:Непознат датум — Владавина династије Абасида у Багдаду.

- Франачки племићи, који су владали Провансом у анархији (од 887), проглашавају Луја Слепог (сина покојног узурпатора краља Боса) за владара Доње Бургундије, на скупштини у Валенсији.
- У Чешкој је потврђен суверенитет Сватоплука I, владара (књаза) Велике Моравске. Лужица постаје део његовог краљевства.
- Краљ Алфред Велики почиње да наручује и предузима серију превода на староенглески, почевши од сопствене верзије Пастирске бриге папе Гргура Великог.
- Охтхере из Халогаланда, нордијски викиншки морепловац, приповеда причу о свом путовању Алфреду Великом, који организује да се то запише.
- Шкотски краљ Доналд II протерује британску аристократију из Стратклајда. Они беже на југ у Северни Велс.